# 里萨·洪蒂佛罗斯
安娜·特蕾西亚·“里萨”·纳瓦罗·洪蒂佛罗斯（英語：Ana Theresia "Risa" Navarro Hontiveros，他加祿語：[ˈɾisa ɔntɪˈverɔs]，1966年2月24日—），菲律宾政治人物、社区领导人及记者，自2016年起任參議院议员，此前曾在2004年到2010年间代表公民行动党出任众议院议员。
在参议院当中，洪蒂佛罗斯是《性取向和性别认同平等法案》的赞助人之一，亦是总统罗德里戈·杜特尔特的反对者，尤其反对其颇具争议的毒品战争。另外，在副总统萊妮·羅布雷多的任期结束后，洪蒂佛罗斯成为了小费迪南德·马科斯政府反对派的事实性领导人。
2024年起，洪蒂佛罗斯开始共同主持Veritas 846节目《Oras at Bayan》。

## 早年生活
洪蒂佛罗斯于1966年2月24日生于马尼拉，父亲是一名希利蓋農人，从事律师工作，母亲则是一名办公室秘书。洪蒂佛罗斯成长于帕拉尼亞克，14岁时，她与莉亞·莎隆嘉、莫妮克·威尔逊等演员一起出演了一部《音乐之声》的改编作品，而她在这段时期内还曾在高中组织过一场反对巴丹核電站的运动，是为其首次参加社会活动。洪蒂佛罗斯的大学就读于马尼拉雅典耀大学的社会科学专业，并最终以优等成绩取得文学学士学位。大学期间的洪蒂佛罗斯一直积极参加学生会活动，呼吁保障边缘化人群社区的和平和正义。
洪蒂佛罗斯和妹妹皮娅均是电视台的记者和新闻主播，其中洪蒂佛罗斯供职于洲际广播公司（Intercontinental Broadcasting Corporation）和GMA电视网。

## 从政生涯

### 众议院
洪蒂佛罗斯于2004年进入政坛，当时她被指定为公民行动党的第三候选人前往参加大选。洪蒂佛罗斯是总统格洛丽亚·马卡帕加尔-阿罗约政府的首要反对者之一， 尤其是在2005年Hello Garci丑闻的白热化阶段。2006年国际妇女节当天，洪蒂佛罗斯在警方没有拘捕令的情况下遭到逮捕，并被送往奎松市。

### 参议院

#### 竞选

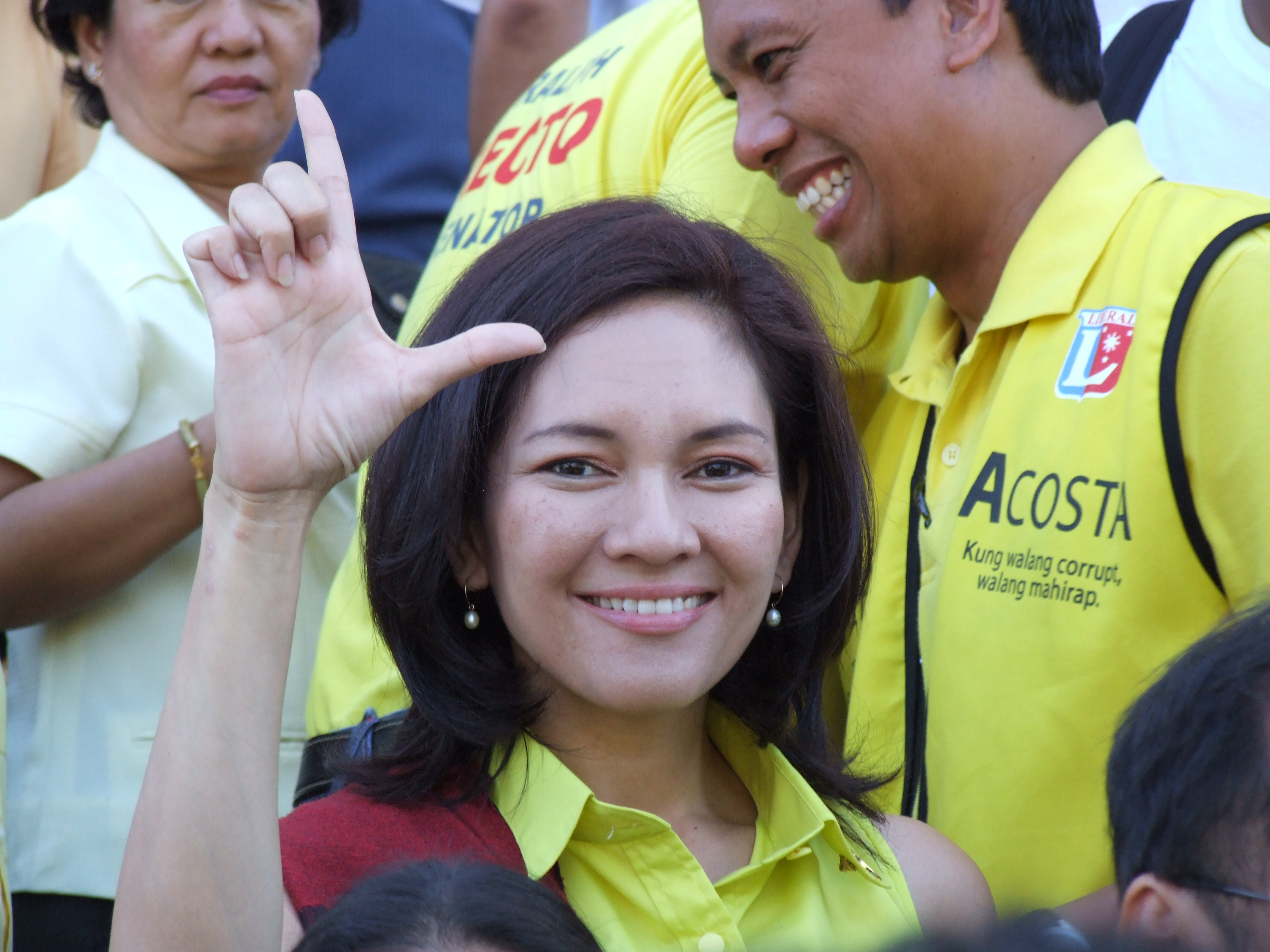
洪蒂佛罗斯在加入自由党后模仿柯拉蓉·艾奎諾摆出Laban（斗争）手势

2010年，洪蒂佛罗斯在时任参议院议员貝尼格諾·阿基諾三世的支持下参加了全国大选，惟最终以第13名落选。
2013年，洪蒂佛罗斯再次在阿基諾的支持下报名参加参议院选举，不过仍然以17名的结果落选。洪蒂佛罗斯在选举中使用的口号为“Paglalaban ka, aalagaan ka”（将会为你们斗争，将会关心你们），反映的是《生殖健康法》的正式启用（Reproductive Health Law）这一收获以及继续为全民医保和良好政府治理奋斗的愿景。曾经为洪蒂佛罗斯竞选提供帮助的议员塞尔日·奥斯梅纳认为洪蒂佛罗斯败选的原因是没有坚守自己传达的信息，导致所传达的信息变得不明确，从而使得选民搞不清楚她到底代表哪一方。对此，洪蒂佛罗斯后来也作出了承认。
2014年12月，洪蒂佛罗斯被选为菲律宾健康保险公司董事会的信托人，在洪蒂佛罗斯担任此职位期间，数次有假新闻指控称她从该公司贪污了大量钱财。

#### 第一个任期（2016年–2022年）

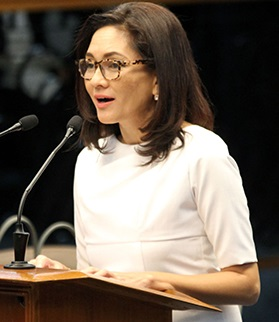
洪蒂佛罗斯于2016年进入参议院前做出首次特权演说

2016年，洪蒂佛罗斯再次参加了参议院选举并成功当选。5月19日，菲律宾选举委员会宣布洪蒂佛罗斯正式进入参议院。
2016年11月，菲律宾政府拟将已故独裁者费迪南德·马科斯葬入英雄公墓，洪蒂佛罗斯联合众多进步组织发起了反对，洪蒂佛罗斯更进一步在裁决当天发表了一次演讲以批评马科斯推行的戒严，而此前她亦一直通过组织儿童读书活动来加深年轻人对戒严的了解。
洪蒂佛罗斯是参议院第1345号法案 –  – 《菲律宾心理健康法案》的起草人，该法案旨在将心理保健服务及项目并入全国公共卫生系统，并保障人民能在全国各个医院找到相关服务。法案于2017年2月17日送交议院审核，并于5月2日获得通过。
洪蒂佛罗斯极为反对菲律宾政府重新引入死刑制度，甚至批评杜特尔特的政府内存在恋尸癖。2017年2月，洪蒂佛罗斯表示参议院的24名成员中，大概有13人打算阻止这一决议。在基安·德洛斯桑托斯（Kian delos Santos）、卡尔·阿奈斯（Carl Arnaiz）和雷纳多·德古兹曼（Reynaldo de Guzman）等三名青年在毒品战争中被警方杀死之后，洪蒂佛罗斯成为了毒品战争的激烈反对者，要求对杀死德洛斯桑托斯的警察进行调查，除此之外，她还在征求到事件的目击证人以及他们的父母同意之后依法对他们进行了监护，以防相关警员实施报复。
洪蒂佛罗斯是共和国第10932号法案的主要起草者和赞助人，该法案加大了对在尚未提供基本急救服务的情况下收取押金和預付款的医院的处罚力度。
2017年9月，司法部长比塔利亚诺·阿吉雷（Vitaliano Aguirre II）在一场调查基安·德洛斯桑托斯之死的法律听证会上被拍到短信联系前东内格罗省 选区议员、颇具争议的组织“反对犯罪与腐败志愿团体”（Volunteers Against Crime and Corruption）成员哈辛托·帕拉斯“加快”起诉洪蒂佛罗斯案件的进度。阿吉雷此前曾运用相同策略对付过参议员莱拉·德利马 ，并成功使得后者遭到逮捕。洪蒂佛罗斯对阿吉雷的做法作出了抗议，指责阿吉雷毫不关心谋杀案的调查，反而却将重心放在如何报复对手之上。不过虽然洪蒂佛罗斯将相关证据交给了参议院，阿吉雷还是在10月对洪蒂佛罗斯提出了指控。2017年9月13日，众议院提出削减菲律宾人权委员会2018年的年度预算，甚至提议降到仅仅₱1,000（约20美元），包括洪蒂佛罗斯在内的多名参议员联合表示此提议不合理，并保证会继续争取委员会提出的₱6.78亿（约1330万美元）预算获得通过。在公众和和参议院的压力下，这笔预算最终成功得到了批准。
2017年12月，洪蒂佛罗斯获得了非政府组织LoveYourself颁发的“波纹奖”（Ripple Awards），该奖旨在表彰“在提高艾滋病认知、防止该种疾病传播和帮助社区人群与该种疾病带来的耻辱做斗争等方面发挥显著影响的勇敢人士”。2018年，多家事實查核机构对关于洪蒂佛罗斯的假新闻作出了驳斥。2018年5月，对于中国开始在西菲律宾海部署导弹的情况，总统办公室回应称这些导弹可能并非针对菲律宾人，对此，洪蒂佛罗斯批评政府的回应过于“软弱”。5月11日，洪蒂佛罗斯对首席大法官玛丽亚·塞雷诺被罢免一事提出谴责，批评这次罢免是在“直刺宪法的心脏”，并表示这一决定为将来以任意手段罢免应受到弹劾的公职人员打开了大门。
2018年8月16日，即基安·德洛斯桑托斯被射杀一周年之际，洪蒂佛罗斯提交了一份决议，提出将每年的8月16日定为“全国纪念日”，以纪念那些在毒品战争中遭到法外杀害的人。
2018年9月20日，总统罗德里戈·杜特尔特在军队和警方清除了大部分进步学校和自由党中的反对势力之后依然指控这些团体试图制造混乱以逼迫他下台，洪蒂佛罗斯对此批评杜特尔特称他才是“真正的混乱制造者”。2018年9月24日，洪蒂佛罗斯披露称国家食品局的大米危机是不良私人交易商与政府内部人员共谋所致，而食品局局长杰森·阿奎诺（Jason Aquino）则是这种腐败的中心人物，并指控阿奎诺通过收受贿赂牟取到了₱20亿（约3700万美元）的收益。2018年10月，参议院批准了由洪蒂佛罗斯主要起草和赞助的《2017年安全街道及公共空间法案》（Safe Streets and Public Spaces Act of 2017），该法案在2019年1月获众议院通过，并在2019年7月被总统杜特尔特签署实施。
2018年11月，洪蒂佛罗斯因其在参议院推动平等法律以及在反对基于性取向和性别认同表达的歧视方面的斗争，获得了女同性恋和男同性恋立法倡导网络（Lesbian and Gay Legislative Advocacy Network）颁发的“平等推动者奖”（Equality Champion Award）。同月，洪蒂佛罗斯重申了中国工作者非法流入菲律宾的问题，表示这些工作者是“对主权和经济的一种侵犯”。除此之外，洪蒂佛罗斯一直以来多次批评总统杜特尔特将女性和LGBT人群物化的言论，呼吁政府“停止将强奸及性侵正常化”。
2019年1月，由洪蒂佛罗斯负责在参议院中主要起草和赞助的共和国11166号法案 –  – 《2018年艾滋病政策法案》（HIV and AIDS Policy Act of 2018）正式实施，该法案旨在扩大公众能够获取可信的艾滋病防治策略的渠道以及让公众可以更容易地了解到某个人的艾滋病状况，其通过受到了世界卫生组织的称赞。同月，洪蒂佛罗斯推出了一项使离婚合法化的法案，据社会气象站调查，大部分菲律宾人都对该法案持支持态度。
洪蒂佛罗斯反对杜特尔特提出的将刑事责任年龄降到九岁的提议，并表示当下更需要解决的是诱导青少年犯罪的贫穷问题。2019年1月29日，欧洲议会下属的Solidar网络为了表彰在“社会正义和团结”方面作出的贡献，于比利时的布鲁塞尔向她颁发了“银玫瑰奖”（Silver Rose Award）。媒体对洪蒂佛罗斯的评价为“一名在菲律宾争取理想和自由的進步主義政客”。
2019年7月19日，刑事调查及拘留工作组对洪蒂佛罗斯和其他几名反对派人物提出了“煽动叛乱、网络及线下诽谤、詐騙、窝藏罪犯和妨害司法制度”等指控，不过洪蒂佛罗斯所受到的指控于2020年2月10日被司法部全部清除。
2020年8月13日，洪蒂佛罗斯敦促当局对数名中国人在邦板牙省克拉克自由港区一家赌场内从事卖淫等不法行为的情况进行调查。此外，她还呼吁当局对劳动群众主席兰德尔·埃查尼斯（Randall Echanis）被谋杀一案作出独立调查。8月18日2019冠状病毒病疫情期间，洪蒂佛罗斯呼吁卫生部撤回关于暂停向公共卫生工作人员发放特殊风险津贴的公投。此外，洪蒂佛罗斯对《海员大宪章》（Magna Carta for Seafarers》的通过以及在国立大学中开设更多醫學院的做法表示支持。
2020年8月26日，洪蒂佛罗斯敦促总统杜特尔特在南海爭端中应致力于保护菲方领土免受中方侵犯，并呼吁政府加快建设能够在疫情期间为中小型企業提供支持的数字基础设施，以免这些公司倒闭造成民众购买生活必需品困难。8月末，洪蒂佛罗斯呼吁总统办公室停止与涉嫌在菲律宾管辖的南海区域参与建设军事设施的中国企业之间的基础设施建设协议。2020年9月7日，在总统杜特尔特宣布赦免涉嫌杀害变性菲律宾人珍妮弗·劳德（Jennifer Laude）的美国海军陆战队队员约瑟夫·斯科特·彭伯顿（Joseph Scott Pemberton）之后，洪蒂佛罗斯批评杜特尔特的做法“不仅是对LGBTQI+社区，而且是对所有菲律宾人的侮辱”。

#### 第二个任期（2022年至今）

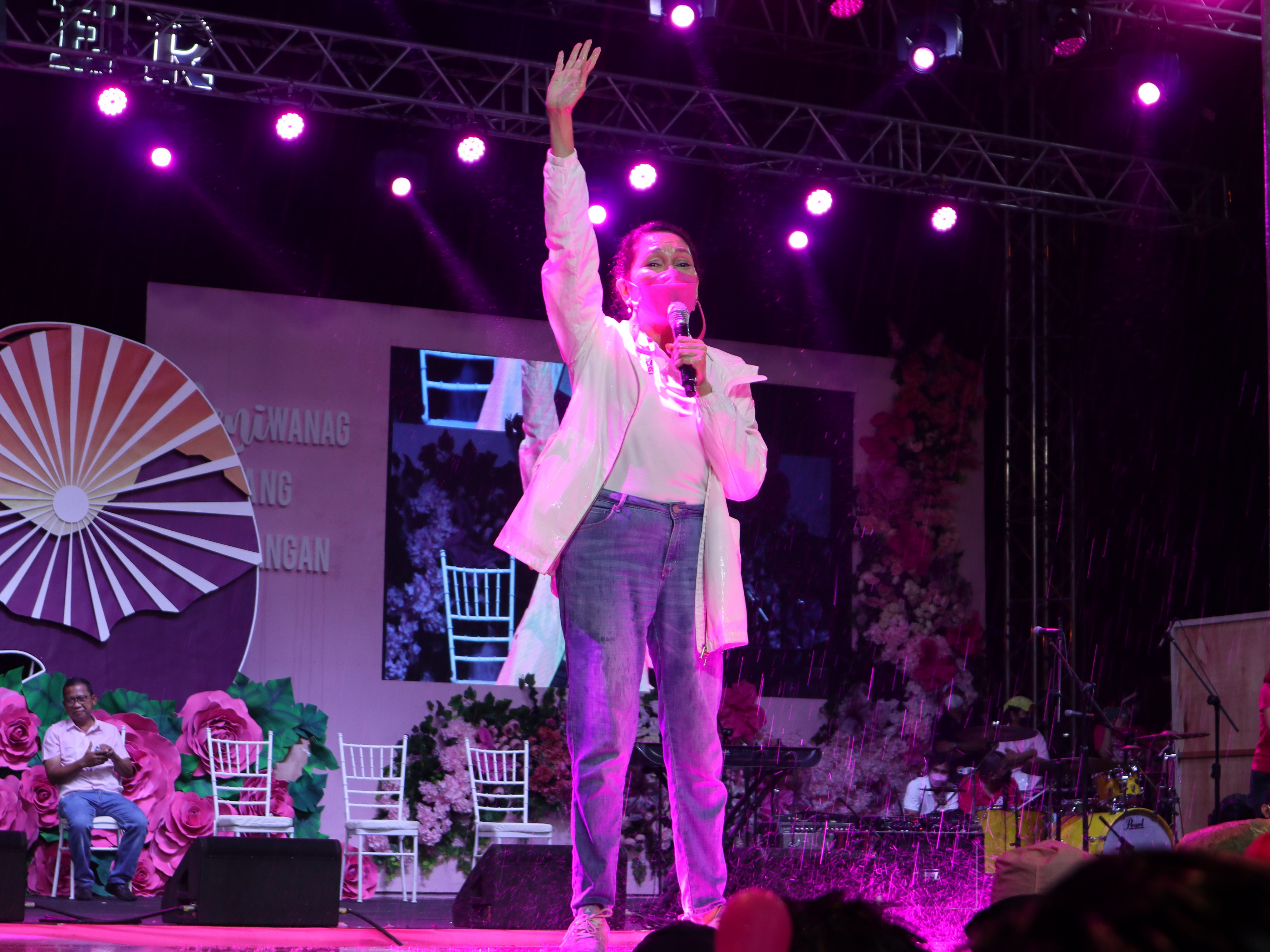
洪蒂佛罗斯于安蒂波洛代表羅布雷多-彭吉利南竞选队伍发表演讲，摄于2022年

洪蒂佛罗斯于2022年参加了总统候选人萊妮·羅布雷多和副总统候选人弗朗西斯·彭吉利南的竞选队伍，以寻求连任参议员一职，与此同时，她在另一名总统候选人李奧迪·德·古茲曼的竞选队伍里也拥有一个名额。在这次竞选中，洪蒂佛罗斯最终以第11名的竞选成绩成功连任，并被预计会是第19届国会中唯一一名反对派参议员。6月27日，在副总统萊妮·羅布雷多即将离职之际，洪蒂佛罗斯于奎松市迎宾室宣誓接管办公室，成为了事实上的反对派领袖。
在第19届国会任职期间，洪蒂佛罗斯和当选为少数派领袖的科科·皮门特尔组成了一个参议院少数派团体。2022年8月3日，皮门特尔将洪蒂佛罗斯任命为少数派副领袖。此外，洪蒂佛罗斯亦是参议院妇女、儿童、家庭关系及性别平等委员会的主席。

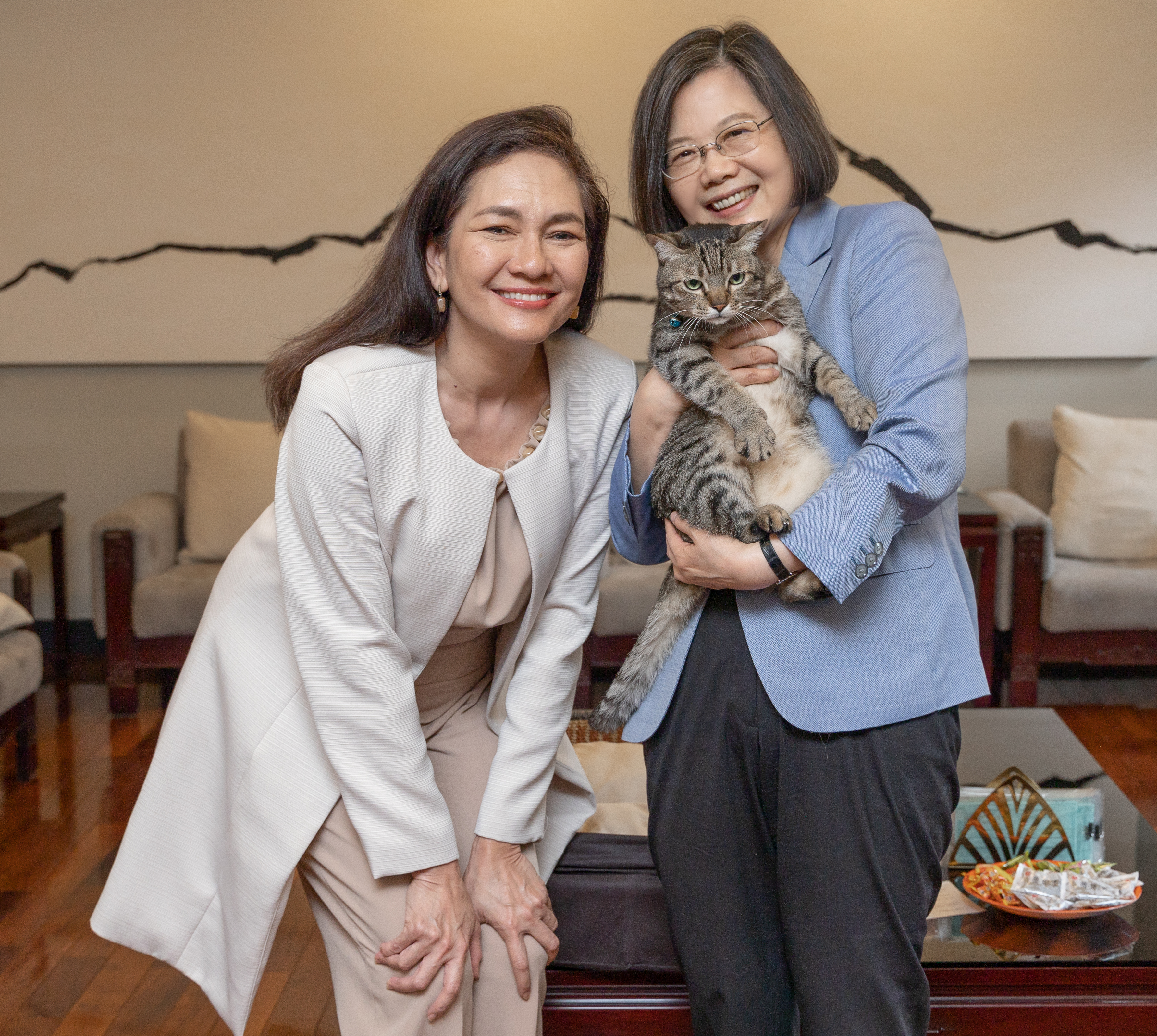
洪蒂佛罗斯于2023年到访中华民国后与总统蔡英文及其宠物蔡想想的合影

2023年5月，洪蒂佛罗斯访问了台北，并会见了中华民国总统蔡英文和外交部部长吳釗燮，成为自交通部部长馬爾·羅哈斯于2011年访问台湾后第一名到访台湾的菲律宾在任政府官员。洪蒂佛罗斯此行还访问了在台湾居住的海外菲律賓人，此前中国驻菲律宾大使黄溪连曾建议菲方政府若关心在台湾工作的150,000名菲律宾人，就应该明确反对台湾独立，对此洪蒂佛罗斯表示她此行就是特地来看看这些受到威胁的菲律宾工作者，并强调了和平解决南海争端的重要性。她表示自己会通过外交和法律手段以及与各相关方之间“秉持尊重的”谈判来确保整个南海的和平与稳定。
洪蒂佛罗斯对总统小费迪南德·马科斯提出的建设主权财富基金“马哈利卡投资基金”的提议持反对态度。2023年5月31日，洪蒂佛罗斯对相关法案投下了反对票，成为唯一一名投下反对票的参议员。对此，洪蒂佛罗斯解释称她相信菲律宾的公共財政形式需要改革，但当下推行主权财富基金尚为时过早，而适合推行此种基金的时机应是中期阶段，即菲律賓經濟拥有足够的商品剩余价值或者国有企业能从外部交易中创造足够的剩余价值的时候。
2024年7月，洪蒂佛罗斯与同事张侨伟一起领导了对班邦市市长郭華萍的调查，具体内容涉及其是否是菲律宾公民以及她与此前因涉嫌从事非法活动而遭到突击检查的菲律宾离岸博彩运营商的联系。

#### 立法作品
- 共和国第9502号法案—《更低价及高质量药物法》（Cheaper and Quality Medicines Law）：显著降低了国内高质量药物的价格[68]
- 共和国第9700号法案—《改革之下全面土地改革方案的延伸法案》（Comprehensive Agrarian Reform Program Extension With Reforms Law）[69]：改善了政府的土地改革方案
- 共和国第10932号法案—《加强反医院押金法案》（Act Strengthening the Anti-Hospital Deposit Law）：加大了对在尚未提供基本急救服务的情况下收取押金和預付款的医院的处罚力度[70]
- 共和国第11036号法案—《菲律宾心理健康法案》：通过教育、发展药物等手段保障菲律宾公民的心理健康[71][72]
- 共和国第11166号法案—《2018年艾滋病政策法案》[73]：扩大公众能够获取可信的艾滋病防治策略的渠道以及让公众可以更容易地了解到某个人的艾滋病状况
- 共和国第11313号法案—《安全街道及公共空间法案》[74]：保护菲律宾人（尤其是女性）免受当街骚扰、非礼、在被明确拒绝后仍持续索要个人信息等的侵害

## 个人生活
洪蒂佛罗斯的丈夫小弗朗西斯科·巴拉魁尔（Francisco Baraquel Jr.）于2005年5月因严重哮喘引发的心脏病去世。她与巴拉魁尔育有4和孩子。她的侄子路易斯·洪蒂佛罗斯（Luis Hontiveros）参加了节目《Pinoy Big Brother: Lucky 7》。
洪蒂佛罗斯在进入政界之前当过十年的记者，曾获得过菲律宾广播业者协会颁发的“金鸽奖”最佳女新闻主播奖。另外凭借在与菲律宾全国民主阵线的和平对话中的贡献，她于2001年被选入十大傑出青年，并在2005年获得诺贝尔和平奖提名。

## 奖项与荣誉
- 1994年菲律宾广播业者协会金鸽奖最佳女新闻主播奖[78]
- 2001年十大杰出青年[78]
- 2005年诺贝尔和平奖提名[78]
- 2017年Love Gala波纹奖（表彰其在提高艾滋病认知方面的贡献）[79]
- 2018年女同性恋和男同性恋立法倡导网络 平等推动者奖[80]
- 2019年Solidar银玫瑰奖[81]。